# Miss Amapá 2013
Miss Amapá 2013 foi a 47ª edição anual do concurso de beleza feminino de Miss Amapá, válido para a disputa de Miss Brasil 2013, único caminho para o Miss Universo. O evento deste ano contou novamente com a coordenação da empresária e ex-Miss Ennyelen Sales e foi realizado no dia 29 de Junho daquele ano no Ceta Ecotel, localizado na capital com dezesseis (16) candidatas, representando todos os municípios do Estado. Na ocasião, sagrou-se campeã a representante da cidade de Pedra Branca do Amapari, Nataly Uchôa, que foi coroada pela sua antecessora, Vanessa Pereira.

## Resultados

### Colocações
| Posição    | Município e Candidata                                                                |
| Vencedora  | - Pedra Branca do Amapari - Nataly Uchôa                                             |
| 2º. Lugar  | - Mazagão - Jaqueline Souza                                                          |
| 3º. Lugar  | - Calçoene - Júlia Suassurana                                                        |
| Finalistas | - Amapá - Tharcila Hellen - Tartarugalzinho - Daiane Uchôa - Macapá - Bruna Oliveira |

### Premiações Especiais
O concurso distribuiu os seguintes prêmios este ano:
| Prêmio            | Candidata                         |
| Miss Simpatia     | - Cutias do Araguari - Aline Lima |
| Miss Voto Popular | - Mazagão - Jaqueline Souza       |

## Jurados

### Seletiva
Escolheram as finalistas:
1. Charles Pantoja, estilista;
2. Júnior Beltrão, produtor do concurso;
3. Enyellen Sales, coordenadora do Miss Amapá;
4. Pedro Veleda, representante comercial de Josiel Acolumbre.
5. Di Pedro Martins, diretor da Revista D'Marca;
6. Luiz Trindade, diretor da Band Macapá;

## Candidatas
Disputaram o título este ano:
| - Amapá - Tharcila Hellen - Calçoene - Júlia Suassurana - Cutias do Araguari - Aline Lima - Ferreira Gomes - Gabriela Pantaleão - Itaubal - Ingrid Souza - Laranjal do Jari - Jéssica Ferreira - Macapá - Bruna Oliveira - Mazagão - Jaqueline Souza | - Oiapoque - Caroline Barreto - Pedra Branca do Amapari - Nataly Uchôa - Pracuuba - Raira Vasconcelos - Porto Grande - Rayanne Zaira - Santana - Lunique Queiroz - Serra do Navio - Thayná Araújo - Tartarugalzinho - Daiane Uchôa - Vitória do Jari - Dayana Santos |

## Histórico
Candidatas em outros concursos:
| Miss Mundo Brasil - 2011: Pedra Branca do Amapari - Nataly Uchôa - (Representando o Maranhão em Angra dos Reis, RJ) | Rainha Internacional da Pecuária - 2012: Pedra Branca do Amapari - Nataly Uchôa - (Representando o Brasil em Montería, Colômbia) |